# کاپا کمان
کاپا کمان یک ستاره است که در صورت فلکی کمان قرار دارد.